# Folk Song Favorites
Folk Song Favorites is een studioalbum van de Amerikaanse popzangeres Patti Page. Het werd in 1951 door Mercury Records op een langspeelplaat van 10 inch uitgebracht met als serienummer MG-25101. Page had net een grote hit gescoord met het liedje "Tennessee Waltz" toen ze begon met de opnamen van Folk Song Favorites. Een van de opnamesessies vond plaats in Cincinnati met dezelfde muzikanten die Hank Williams begeleidden bij de opnamen van zijn liedje "Lovesick Blues".

## Liedjes
- "Down in the Valley"
- "San Antonio Rose"
- "Leaning On the Old Top Rail"
- "I Wanna Be a Cowboy's Sweetheart"
- "Detour"
- "The Prisoner's Song"
- "Who's Gonna Shoe My Pretty Little Feet?"
- "Tumbling Tumble Weeds"